# Atageníneos
Atageníneos (Attageninae) é uma subfamília de coleópteros da família Dermestidae.

## Tribos
- Attagenini Laporte, 1840
- Egidyellini Semenov, 1914